# Ett mord annonseras
Ett mord annonseras (originaltitel: A Murder is Announced) är en pusseldeckare från 1950 skriven av Agatha Christie.
Romanen handlar om hennes detektiv Miss Marple. Mordet tillkännages i förväg i en lokaltidning i en liten by. Miss Marple bor på ett spahotell där för behandling. Hon arbetar tillsammans med kommissarie Craddock vid länspolisen.
Romanen blev väl mottagen vid utgivningen. Anmärkningarna inbegrep bland annat: "Intrigen är lika genial som alltid, skrivandet mer omsorgsfullt, dialogen både klok och kvick;"; och "Inte riktigt en av hennes toppverk, men mycket smidig underhållning"; Mördaren "drevs till jorden i ett briljant genomfört sällskapsspel".; och "Denna jubileumsdeckare är ett lika skickligt och genialt påhitt som Agatha Christie har hittat på under många år." En senare recension var mer blandad: "Superb omarbetning av Christies standardmiljö och procedurer, endast störd av ett överskott av mord i slutet."
Boken marknadsfördes kraftigt vid publiceringen 1950 som Christies femtionde bok, till exempel stod det i den första brittiska upplagan "För femtionde gången lurar deckardrottningen sina läsare", även om denna siffra bara kunde erhållas genom att räkna både brittiska och amerikanska novellsamlingar.

## Handling
En notis finns i Chipping Cleghorns lokaltidning: "Ett mord tillkännages och kommer att äga rum fredagen den 29 oktober i Little Paddocks klockan 18.30. Meddelas endast på detta sätt." Detta förvånar Letitia Blacklock, ägare till Little Paddocks. Hon förbereder sig för gästernas ankomst på kvällen. Några bybor dyker upp vid huset och visar tydligt intresse. När klockan slår 18.30 släcks ljuset, en dörr öppnas och avslöjar en man med en bländande ficklampa som skriker till gästerna "Upp med händerna!" Det roliga slutar när skott avlossas in i rummet. När ljuset tänds blöder fröken Blacklock från örat och den maskerade mannen ligger död på marken. Miss Blacklocks följeslagare, Dora "Bunny" Bunner, känner igen mannen som Rudi Scherz, en schweizisk man som arbetade för ett lokalt hotell och nyligen hade bett Letitia om pengar.
Efter att ha inspekterat brottsplatsen och gjort intervjuer med alla som bevittnade dådet lägger polisen ner fallet, men kommissarie Craddock är inte nöjd. Han får reda på att Scherz hade ett kriminellt förflutet med snatteri och förfalskning. Sedan träffar Craddock Miss Jane Marple på en lunch med sin chef och Sir Henry Clithering, på hotellet där Scherz arbetade. Craddock ber Miss Marple att hjälpa till med fallet efter att hennes förslag visar sig vara korrekta. Scherz flickvän Myrna Harris berättar för Craddock att Scherz hade fått betalt för att uppträda som rånaren - en fallskärm, som Miss Marple hade sagt. Han hade inte sagt vem som betalade honom. Polisen anser att den verkliga måltavlan är Letitia Blacklock, och att Scherz dödades av sin okända arbetsgivare för att hindra honom från att prata.
Kommissarie Craddock upptäcker olja på gångjärnen på en dörr in i salongen, som tros vara oanvänd. Bunny nämner att ett bord hade placerats mot dörren tills nyligen, vilket ytterligare stöder teorin om att någon smet ut bakom Scherz och sköt mot Letitia.
Motivet för en attack mot Miss Blacklock är enkelt, eftersom hon snart kommer att ärva en stor förmögenhet. Hon arbetade för finansmannen Randall Goedler. Randall Goedlers kvarlåtenskap övergick till hans fru Belle, som är nära döden. När Belle dör kommer Miss Blacklock att ärva. Om hon dör före Belle går godset till "Pip" och "Emma", tvillingbarn till Randalls frånskilda syster Sonia. Sonia bröt med sin bror för 20 år sedan när hon gifte sig med Dmitri Stamfordis.
Craddock reser till Skottland för att träffa Belle. Han får veta att varken Belle eller Letitia vet var Sonia, Dmitri, Emma eller Pip är nu. Ingen vet hur de vuxna tvillingarna ser ut. Belle berättar om Letitias syster Charlotte som hade struma. Deras far, som var läkare, trodde inte på strumakirurgi. Charlotte blev en enstöring i takt med att hennes struma förvärrades. Dr Blacklock dog strax före andra världskriget och Letitia gav upp sitt jobb hos Goedler för att ta sin syster till Schweiz för operation. De två systrarna väntade ut kriget i Schweiz. Charlotte dog plötsligt av lungsot. Letitia återvände ensam till England.
Miss Marple dricker te med Bunny. Bunny misstänker Patrick Simmons. Han, hans syster Julia och den unga änkan Phillipa Haymes bor alla på Little Paddocks som gäster. Bunny nämner att en herdelampa och en herdinnelampa i huset har bytts ut; deras tête-à-tête avbryts när Letitia anländer.
Letitia håller en födelsedagsfest för Bunny och bjuder in nästan alla som var i huset när Scherz dödades. Husan Mitzi gör sin speciella tårta, med smeknamnet "Söta döden". Efter festen har Bunny huvudvärk. Hon tar lite acetylsalicylsyra från en flaska i Letitias rum. Nästa morgon hittas Bunny död, förgiftad.
Craddock upptäcker att fotona av Sonia Goedler har tagits bort från gamla album. Craddock hittar gamla brev från Letitia till Charlotte på vinden i Little Paddocks. Miss Marple jämför ett brev med ett aktuellt brev.
När prästens katt kortsluter en lampa i prästgården faller den sista ledtråden på plats för miss Marple.
Miss Blacklock får ett brev från den riktiga Julia Simmons, och hon konfronterar sin gäst i huset, som visar sig vara Emma Stamfordis. Hon nekar till att ha försökt döda Miss Blacklock, och säger att hon inte har sett sin tvilling Pip sedan de var småbarn. Deras föräldrar separerade och tog varsitt barn.
Fröknarna Hinchcliffe och Murgatroyd, som var närvarande vid Scherz-skjutningen, räknar ut att Murgatroyd stod bakom den öppna dörren och inte bländades av facklan. Hon kunde se vem som var i rummet. De inser att den person som lämnade rummet när ljuset slocknade kom bakom Scherz och sköt honom och fröken Blacklock. Just som Murgatroyd inser vem som var den enda personen som inte befann sig i rummet, ringer telefonen och kallar bort Hinchcliffe. När Hinchcliffe kör iväg springer Murgatroyd ut och ropar: "Hon var inte där!". På vägen hem erbjuder Hinchcliffe Miss Marple skjuts, och tillsammans upptäcker de Murgatroyds kropp, strypt. Hinchcliffe berättar för miss Marple om deras diskussion.
Kommissarie Craddock samlar alla vid Little Paddocks, där Mitzi påstår sig ha sett fröken Blacklock skjuta Scherz. Craddock avfärdar hennes påstående och anklagar Edmund Swettenham för att vara Pip. Phillipa Haymes erkänner dock att hon är Pip. Craddock anklagar Edmund för att vilja gifta sig med en rik fru genom att mörda Miss Blacklock så att Phillipa ska bli rik. När Edmund förnekar detta hörs ett skrik från köket, där de hittar Miss Blacklock som försöker dränka Mitzi i diskhon. När Miss Blacklock hör Dora Bunners röst som säger åt henne att sluta, släpper hon Mitzi, bryter ihop och arresteras av sergeant Fletcher.
Miss Marple förklarar att Letitia dog av lunginflammation i Schweiz. Medveten om att Letitia stod i kö för att ärva en förmögenhet, utgav sig Charlotte för att vara hennes avlidna syster och återvände till England ett år tidigare, i en by där få människor kände henne. Hon undvek människor som kände Letitia väl, som Belle Goedler, och täckte sin hals med pärlband för att dölja ärren från operationen. Rudi Scherz hade oskyldigt känt igen henne, eftersom hon hade arbetat på det schweiziska sjukhuset där hon opererades. Charlotte dödade honom för att hindra honom från att prata med någon. Hon anlitade Scherz och lät honom vara med i annonsen för att få vittnen. Hon oljade in dörren och nötte en lampsladd, som hon senare kortslöt genom att hälla vatten på den när alla var distraherade av klockans klämtande, så att rummet plötsligt skulle bli mörkt. Hon hade då kommit bakom Scherz och skjutit honom och klippt sig själv i örat med en nagelsax innan hon återvände. Den kvällen bytte hon ut den slitna lampan mot en ny (herde mot herdinna, som Bunny sa). Bunny kände båda systrarna sedan barnsben. Charlotte hade anförtrott sig åt Bunny om arvet men inte om mordet på Scherz. Bunny kallade henne ibland "Lotty" (Charlotte) istället för "Letty" (Letitia); Charlotte var rädd att Bunny skulle avslöja sanningen, så Charlotte hade förgiftat några aspirintabletter som Bunny hade tagit. Amy Murgatroyd hade insett att miss Blacklock var den enda person vars ansikte inte lystes upp av Rudi Scherz fackla; Charlotte hade råkat höra Hinchcliffes och Murgatroyds samtal och dödade Murgatroyd så fort Hinchcliffe hade gått.
Miss Marple övertalade Mitzi och Edmund att spela sina roller i konspirationen mot Charlotte Blacklock; Att Phillipa skulle erkänna att han var Pip var inte väntat. Kommissarie Craddock fortsatte med att hävda att Edmund var ute efter Phillipas pengar. Mitzi hade gått med på att vara betet, och fröken Marple imiterade Bunnys röst för att få Charlotte att bryta ihop och erkänna.
Till slut får Mitzi en ny tjänst i närheten av Southampton. Phillipa och Emma ärver Goedlers förmögenhet. Edmund och Phillipa gifter sig och återvänder för att bo i Chipping Cleghorn.

## Persongalleri
- Miss Marple, en äldre ungmö och amatördetektiv.
- Kommissarie Craddock, kriminalinspektör i fallet.
- Sir Henry Clithering, pensionerad chef för Scotland Yard, rådgör med polismästaren. Han rekommenderar sin gamla vän Miss Marple att hjälpa polisen. Han är gudfar till Craddock.
- Polismästare George Rydesdale, chef för grevskapets utredning, Craddocks överordnade.
- Letitia "Lettie" Blacklock, ägare av Little Paddocks.
- Charlotte Blacklock, mycket älskad syster till Letitia; Belle Goedler berättar för kommissarie Craddock att Charlotte dog i Schweiz.
- Dora "Bunny" Bunner, miss Blacklocks gamla barndomsvän och "sällskapsdam".
- Patrick och Julia Simmons, miss Blacklocks bortskämda yngre kusiner, som bor tillsammans med henne. Kallar miss Blacklock för "moster".
- Mitzi, Miss Blacklocks hushållerska och kokerska, flykting från Östeuropa.
- Phillipa Haymes, en ung änka, som är inneboende hos miss Blacklock.
- Överste Easterbrook, en återvändande officer ifrån det brittiska Indien.
- Laura Easterbrook, överste Easterbrooks yngre och glamorösa fru.
- Mrs Swettenham, äldre kvinna som avgudar sin son.
- Edmund Swettenham, en ung cynisk man med författardrömmar som är förälskad i Phillipa.
- Miss Hinchcliff, en manhaftig kvinnlig lantbrukare.
- Miss Murgatroyd, miss Hinchcliffs rara, pratsamma partner.
- "Bullan" Harmon, kyrkoherdefru, väninna till miss Marple.
- Rudi Schertz, en ung schweizare, receptionist vid ett lokalt spa.
- Myrna Harris, flickvän till Schertz och servitris på spat.
- Pip och Emma Stamfordis, tvillingbarn till Sonia och Dimitri, alternerande arvingar till sin farbror Randall. Pip blev tidigt igenkänd av Miss Blacklock, eftersom Pip ser ut som hennes mor; Miss Blacklock säger inte detta direkt. Andra lär sig detta först i slutet. Emma är känd för Patrick Simmons.
- Belle Goedler, döende änka efter Letitias tidigare förmögna arbetsgivare Randall Goedler.
- Julian Harmon, kyrkoherde i Chipping Cleghorn.
- Diana "Bunch" Harmon, kyrkoherdens fru. Hon är dotter till goda vänner till miss Marple, som hon kallar tant Jane.
- Tiglath Pileser, prästgårdens katt.[9]
- Kapten Ronald Haymes, gift med Phillipa, sägs ha dött i strid i Italien.
- Kriminalinspektör Fletcher assisterar Craddock.
- Konstapel Legg.

## Tidsmiljö
Romanen utspelar sig strax efter andra världskriget. Karaktärerna i romanen har fortfarande att göra med matransonering och de lagar som stöder den. Detta komplicerar kommunikationen med polisen, eftersom människor i byn använder byteshandel och kuponger för att få de matvaror de behöver. Dessutom är kontakterna mellan människorna i en by, och i vilken utsträckning de känner och accepterar människor som är nya i byn, en viktig aspekt av denna roman.
Robert Barnard anmärker att Christies första roman, En dos stryknin, är "en av de få Christies som är förankrade i tid och rum: vi befinner oss i Essex, under första världskriget". Hans kommentarer till alla Christies romaner och noveller verkar missa de starka banden till tid och plats i Ett mord annonseras.